# La gente del abismo

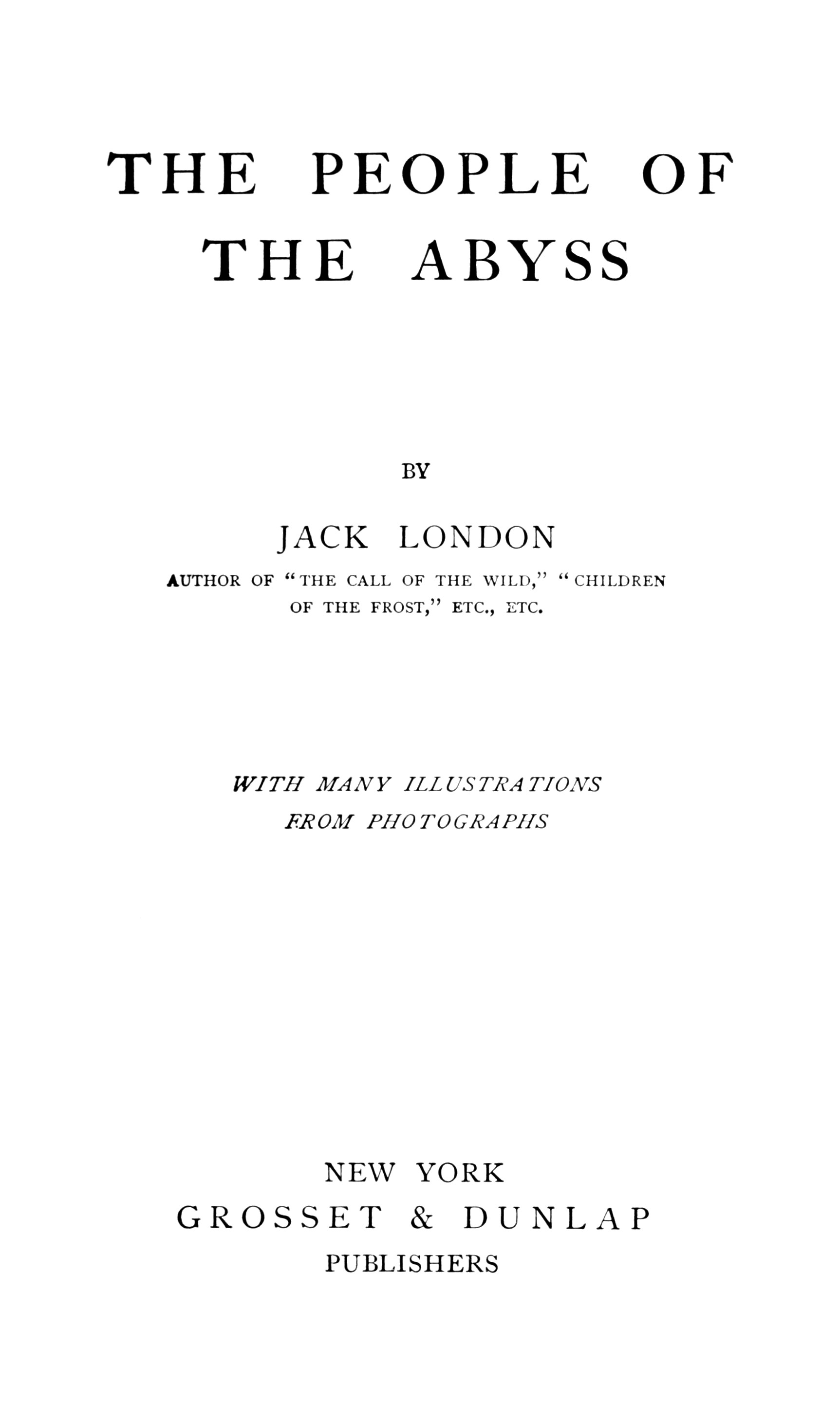
Portada libro La gente del Abismo

La gente del abismo (The People of the Abyss en el original) (1903) es un libro de Jack London sobre la vida en el East End de Londres en 1902. London escribió de primera mano las experiencias de vivir en el East End (incluyendo el distrito de Whitechapel) por varios meses, a veces permaneciendo en un hospicio o incluso durmiendo en las calles. Las condiciones que experimentó y escribió serían las mismas que habrían soportado un estimado de 500.000 pobres en el Londres de esa época.

## Antecedentes y sucesores
Ha habido numerosas referencias anteriores de las condiciones de los barrios y tugurios en Inglaterra, en particular La condición de la clase obrera en Inglaterra en 1844 por Friedrich Engels. Sin embargo, las fuentes eran de segunda mano y no se basaban en un estudio de primera mano. Jack London fue un hombre muy exitoso, y su prestigio lo hizo aún más popular.
En 1890, Jacob Riis publica Cómo vive la otra mitad causando sensación y se ha sugerido como una fuente de inspiración para La gente del abismo. Una advertencia contemporáneo de libro de Jack London, dijo que "tintinea" con la "franqueza que solo posible cuando un hombre conoce Londres tanto como Jacob Riis conoce Nueva York", sugiriendo que su editor, al menos, percibe una semejanza.
Cuando London escribió su libro, la frase "El abismo" se usaba ampliamente para referirse a los estratos más bajos de la sociedad. El libro de 1902 de H. G. Wells, Anticipación de las Reacciones del Progreso Mecánico y Científico en la vida y Pensamiento Humanos, utiliza esta frase en ese sentido y en varios lugares utiliza la frase "La gente del abismo". Un escritor, analizando El talón de hierro, se refiere a "La Gente del Abismo" como "la frase de H. G. Wells."
George Orwell se inspiró en La gente del abismo cuando la leyó en su adolescencia, y en la década de 1930 se disfrazó como un desamparado y realizó expediciones en la sección pobre de Londres, emulando a Jack London. Puede verse la influencia de La gente del abismo en Down and Out in Paris and London y El camino a Wigan Pier.
El periodista británico y el editor Bertram Fletcher Robinson escribió una reseña de La gente del abismo para el diario londinense Daily Express. En esta pieza, Fletcher Robinson dice que sería "difícil encontrar un volumen más deprimente".